# Zoo City
Zoo City är en science fiction-roman av den sydafrikanska författaren Lauren Beukes. Den tilldelades Arthur C. Clarke-priset och Kitschies Red Tentacle-priset för bästa roman 2010.

## Handling
Zoo City utspelar sig i ett alternativt Johannesburg, i vilket de som har begått vissa brott magiskt knyts till ett djur. Romanens huvudperson, Zinzi December, är en tidigare journalist och nykter drogmissbrukare som knöts till en sengångare efter att hon råkat få sin bror dödad. Hon bor i Johannesburgförorten Hillbrow, som i romanen kallas "Zoo City" på grund av sitt stora antal knutna till djur, flyktingar och fördrivna. Zinzi försöker betala tillbaka den skuld hon har till en narkotikalangare genom att ta betalt för sin särskilda färdighet att hitta saker, och genom att skriva Nigeriabrev. Boken handlar om Zinzis försök att hitta den saknade kvinnliga halvan av en bror- och syster-popduo åt en musikproducent, i utbyte mot pengarna hon behöver för att helt betala av sin skuld.

### Djuren
Att knytas till ett djur beskrivs i romanen som en automatiskt konsekvens – inte bara i Sydafrika, utan för människor över hela världen – av att ha en betydande  skuld. Distinktionen mellan moralisk och juridisk skuld är oklar, liksom tröskeln där man får ett djur, men att vara ansvarig för en annan människas död är att korsa gränser. Varje djur ger sin "ägare" någon form av färdighet, men ägaren måste vara nära djuret hela tiden, eller utsättas för panikattacker, illamående och andra symptom. Djuret är inte begränsat av sin arts normala livslängd, men kan dö genom våld; om djuret dör kommer ägaren inom kort att slitas i bitar av ett mystiskt mörkt moln som i boken kallas "the Undertow".

## Tillkomst

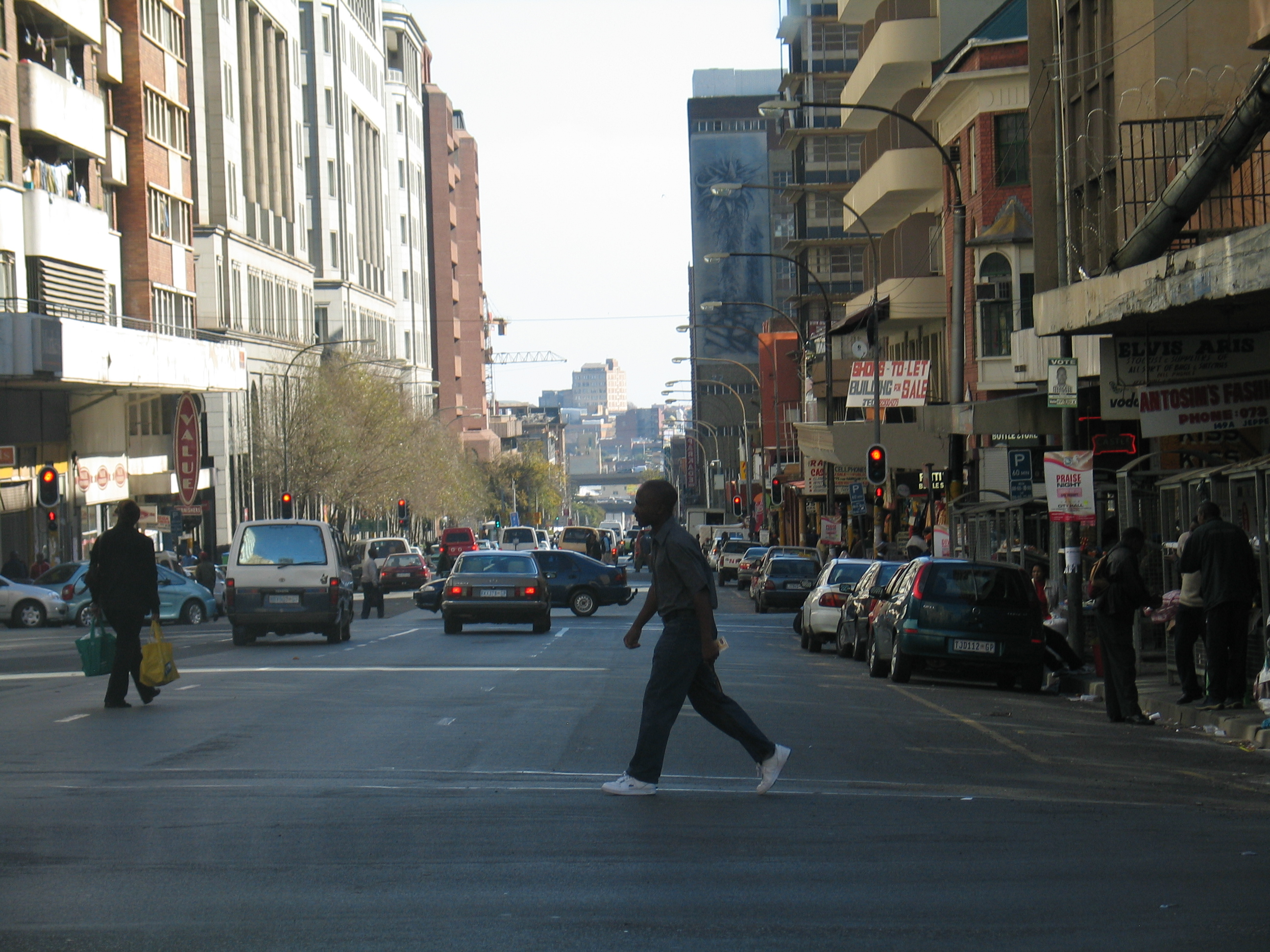
Gata i Hillbrow 2006.

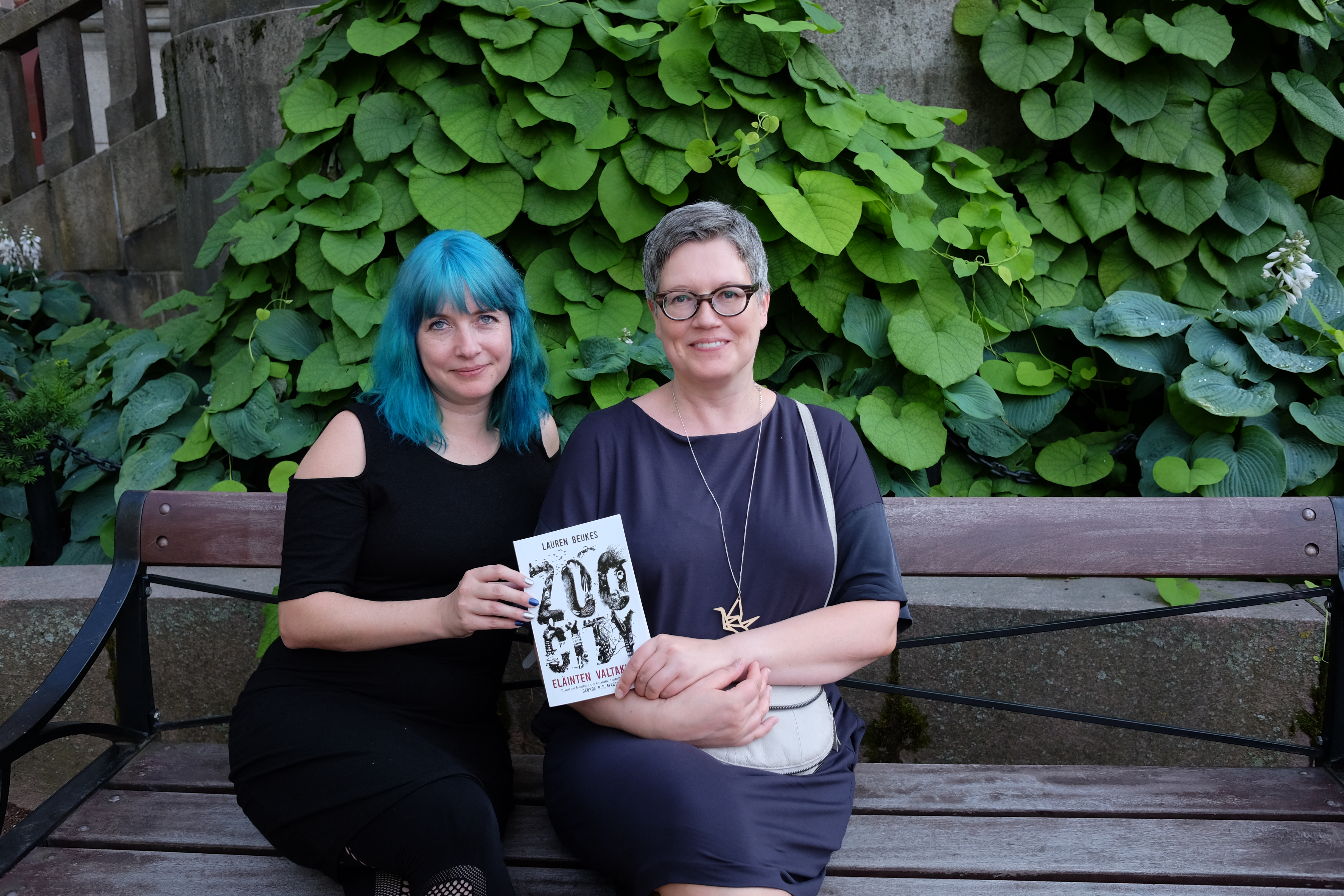
Lauren Beukes och den finska översättaren av Zoo City, Tytti Viinikainen, i Åbo 2018.

Beukes började skriva Zoo City efter att ha skrivit på ett tvåbokskontrakt med det brittiska förlaget Angry Robot för hennes första roman, Moxyland, och ytterligare en bok. Medan Moxyland tog fyra år att skriva, tog Zoo City bara ett år. För att göra research för Zoo City, fick Beukes – som föddes i Johannesburg men nu bor i Kapstaden – betala för hjälp med kontakter i Hillbrow, innerstadsförorten i Johannesburg där mycket av handlingen utspelar sig, och ägnade dagar åt att gå omkring i området.

## Priser och nomineringar
Zoo City fick Arthur C. Clarke-priset 2011. Priset gets till den bästa science fiction-roman publicerad i Storbritannien under föregående år, och ses som den mest prestigefulla brittiska sf-utmärkelsen. Omslaget till den brittiska utgåvan från 2010, som designades av Joey Hi-Fi, vann BSFA-priset för bästa omslag 2011. Boken i sig var också nominerad, men hamnade efter Ian McDonald's roman The Dervish House, som också betraktades som en favorit till att vinna Arthur C. Clarke-priset.  2010 fick den också Kitschies Red Tentacle-priset för bästa roman.